# Весна Дринчић Ђилас
Весна Ђилас, рођена Дринчић, културни је радник, педагог културе говора и руководитељка Драмско-рецитаторског студија Културног центра Врбас.
Добитница је бројних награда и признања за допринос култури током своје каријере дуге 40 година, између осталог, награде из 2013. године „Бранислав Бари Милошевић”, која се додељује за изузетан допринос културно-уметничком аматеризму.
Приликом обележавања педесетогодишњице одржавања Смотре рецитатора у Врбасу, 2018. године је студио Весне Дринчић Ђилас истакнут као најнаграђиванији Драмско-рецитаторски студио у Србији. Управо овај студио је, заједно са Фестивалом поезије младих који се од 1969. године одржава у Врбасу, наметнуо да се Врбас описује као „град на песниковој руци”.
У књизи Песниче народа мог о четири деценије рецитовања у Србији, који је издао Савез аматера Србије, наводи се да је рад Драмско-рецитаторског студија у Врбасу не само изузетан, већ кад се у обзир узму све награде, Врбас је без премца у целој Србији. У тренутку издавања те књиге, Весна Дринчић Ђилас је пуних 36 година била руководитељка студија.
Весна Дринчић Ђилас је објавила књигу, монографију Из љубави с љубављу, 2018. године издавачке куће „Прометеј”.
Удата је и има троје деце. Живи и ради у Врбасу.

## Биографија
Весна Дринчић Ђилас је рођена у Врбасу. Завршила је Гимназију „Жарко Зрењанин”, а затим је наставила школовање на Факултету политичких наука и Педагошкој акдемији у Новом Саду. Од раног детињства је била заинтересована за говорење стихова, те се и сама такмичила и добитница је многих првих награда на нивоу читаве Југославије. Освојила је Златну плакету на Републичкој смотри.
На месту руководиоца Драмско-рецитаторског студија Културног центра Врбас налази се од марта 1983. године, преузевши професионалну улогу инструктора у Студију рецитатора. Тај студио су 1972. године основали Јовица Милосављевић, Бранислав Бари Милошевић, Богдан Димитров и његов први руководилац Радомир Рајко Шоћ. Пројекат је замишљен као експериментални студио у ком деца и млади имају прилику да науче правилно говорење стихова, културу изражавања и говорење беседа. Када је Весна Дринчић Ђилас преузела студио, деца су под њеним менторством били учесници бројних такмичења, смотри и фестивала. Постизали су врхунске резултате на републичком нивоу, те ниједна смотра рецитатора Војводине, као ни Републичка смотра рецитатора Песниче народа мог, ни Фестивал беседништва Sirmium lux verbi – Сирмијум светлост речи, није одржана без запаженог учешћа великог броја рецитатора и беседника из Врбаса.
Пробе Драмско-рецитаторског студија су се одржавале у позоришту у Врбасу, све до 1992. године када је зграда изгорела. Од тада, услед недостатка простора, Весна Дринчић Ђилас одржава пробе у својој канцеларији Културног центра у Врбасу.
Члан је комисије за доделу дипломе „Др Бранивој Ђорђевић” за културу говора на Републичкој смотри рецитатора у Ужицу 1994. године.
Била је асистент проф. др Бранивоју Ђорђевићу на многим семинарима о рецитовању, а захваљујући резлтатима у раду, и сама постала предавач. Поред званичних семинара, препознатљива је по спонтаности преношења знања. Наиме, није реткост да у паузама на Смотрама док се чекају резултати, Весна Дринчић Ђилас, изађе на позорницу и одржи краће предавање и покаже вежбе деци и осталим менторима за правилнији говор и дикцију.
Учествовала је на Међународној конференцији за културу 2004. године, а та излагања су запажена и публикована у Зборнику те конференције.
Од 2005. године је Члан одбора за сценске делатности АП Војводине и председница комисије за рецитовање у САВ.
Од 2009. године је члан комисије за доделу Октобарске награде града Врбаса. Такође је и члан комисије за доделу награде „Бранислав Бари Милошевић” Културног центра „Врбаса”.
Већина локалних свечаности, академија и сличних програма који се одржавају у општини Врбас имају пропратни културни програм или конферансе који води сама Весна Дринчић Ђилас или неки од рецитатора њеног студија. Поред рецитовања, радила је и као редитељ, сценарист, сценограф, костимограф и организатор многих културних активности, као што су Смотре, улично позориште за децу, свечане академије и остале сличне манифестације.

## Признања
Весна Дринчић Ђилас је 1974. године добила другу награду на републичком такмичењу рецитатора Песниче народа мог у Великој Плани, а 1980. године Златну плакету на том такмичењу.
Златна плакета Дома културе „Врбас” за успешно ширење масовне културе и развијања уметничког аматеризма 1981. године јој је била одскочна даска како би постала руководилац Драмско-рецитаторског студија две године касније.
Године 1988. Весна Дринчић Ђилас је примила Плакету Савеза аматера позоришних друштава Војводине.
Добитница је четири награде Мајских дечијих игара за најбољу режију и сценски говор (1989, 1997, 1998. и 2005. године).
За дугогодишњи допринос развијању културних делатности, за несебичан, предан, дуготрајан рад и стваралачки допринос култури, Културно-просветна заједница Србије ју је наградила са две Златне значке културе Србије, 1993. и 1999. године. Исте, 1999. године, награђена је и Октобарском наградом града Врбаса.
Признање САВ-е за успешан вишедеценијски рад добила је 2007. године.
На првој вечери 35. Фестивала фолклорних традиција Војводине, 2013. године, Весна Дринчић Ђилас је постала лауреат награде која је установљена у част Бранислава Барија Милошевића. Награда се додељује за изузетан допринос културно-уметничком аматеризму.
У априлу 2017. године на 25. Фестивалу беседништва „Sirmium lux verbi – Сирмијум светлост речи” у Сремској Митровици, организатор и Одбор Фестивала су посебну захвалност исказали Весни Дринчић Ђилас на дугогодишњој сарадњи, менторки многих победника беседника који су неговали реторику и истрајавали у мисији лепоречја.
Године 2018. је на јубиларном 50. Фестивалу добила признање и награду за немерљиви допринос устоличењу Фестивала поезије младих у једну од највреднијих поетских манифестација у региону.
Проф. Миодраг Гајић у својој књизи Песниче народа мог посвећеној четири деценије рецитовања у Србији, у издању Савеза аматера Србије, наводи:
| „ | Студио рецитатора из Врбаса изнедрио је 8 победника Републичке смотре. То су: Јулија Генци, Милорад Бубања, Весна Дринчић Ђилас, Дијана Рогановић, Неда Миљковић, Милутин Ђилас, Наташа Миловић, Марко Васиљевић и Маријана Дакић. Ако се узму у обзир и друга и трећа места на Републичкој смотри, Врбас је без премца у Србији. | ” |

## Бивши рецитатори
Неки од истакнутих рецитатора из Драмско-рецитаторског студија под менторством Весне Дринчић Ђилас су новинари: Петко Копривица, Милан Станимировић, Марина Мирковић, Александра Поповић, Милица Ђилас, као и Радован Сератлић и Лана Нановски; Милан Милутин, доцент на Правном факултету у Новом Саду, Наташа Миловић, научни сарадник на Факултету политичких наука у Београду,  глумци Дејан Луткић, Дијана Рогановић, Силвија Крижан, Неда Миљковић, Анита Огњановић, Марко Васиљевић.
Миодраг Петровић, првак драме Српског народног позоришта, редовни селектор и председник жирија из позоришног миљеа на смотрама рецитатора, рекао је о Весни Дринчић Ђилас и њеном раду:
| „ | Осим што ме је обрадовала књига, мене је мало и растужила. Сви ти људи од којих је Весна као девојчица почела да учи и бави рецитовањем, све су то били моји пријатељи [...] Од Јовице Милосављевића, Барија, Рајка Шоћа, Бране Ђорђевића [...] она је од њих учила, узела пелцер, онда је почела да жари и пали по Србији, некад и Југославији говорећи поезију, а онда се прихватила и педагошког рада. Не знам колико је Врбас свестан шта је Весна урадила, али она је једна културолошка појава.. Не само она, него и њена деца, и њена лична деца, и ова остала деца су њена деца, они су такав утицај извршили. [...] Није то само говорити поезију, него и мислити, понашати се; Весна је развијала тај поглед на свет, не само што је на добар начин обрађивала песме, водећи рачуна да се сачува матерњи језик, не само српски, већ и мађарски, словачки, русински, те је с њима тако приљежно радила, тако с љубављу и тако предано радила, да је она једно велико чудо у српској култури. | ” |